# کمپ باشگاه بایرن
کمپ باشگاه بایرن(به آلمانی: FC Bayern Campus) یک مجموعه ورزشی در شمال مونیخ  است. این کمپ در سال ۲۰۱۵ تا ۲۰۱۷ در شمال فورزت وریده کازرن توسط باشگاه فوتبال بایرن مونیخ برای ایجاد یک محل مرکزی برای تیمهای پایه ساخته شد. ساخت این مجموعه ۷۰ میلیون یورو هزینه دربرداشت.و شامل ورزشگاه بایرن با ظرفیت ۲۵۰۰ نفر برای مسابقات زیر ۱۷ سال و ۱۹ سال بوندسلیگا، جام جهانی جوانان DFB و لیگ جوانان یوفا است. یوآخن سائر مدیر آکادمی است و هرمان گرلاند مدیر ورزشی آن می‌باشد.